# Hans Tutschku
Hans Tutschku (* 1966 in Weimar) ist ein deutscher Komponist und Professor.

## Leben und Ausbildung
Hans Tutschku studierte Komposition an der Hochschule für Musik „Carl Maria von Weber“ in Dresden und am IRCAM in Paris. Dabei begleitete er ab 1989 Karlheinz Stockhausen bei mehreren Konzertzyklen, um sich in die Klangregie einweisen zu lassen. Am königlichen Konservatorium in Den Haag studierte er von 1991 bis 1992 Sonologie und Elektroakustische Komposition, 1996 besuchte er Kompositionsworkshops mit Klaus Huber und Brian Ferneyhough. Zur gleichen Zeit unterrichtete er als Gastprofessor für Elektroakustische Komposition in Weimar. Die Lehrtätigkeit setzte er von 1997 bis 2001 am IRCAM in Paris sowie von 2001 bis 2004 am Konservatorium von Montbéliard fort. Seit 1982 gehört er auch dem Ensemble für Intuitive Musik aus Weimar an.
Im Mai 2003 promovierte er bei Jonty Harrison an der Universität Birmingham zum PhD. Im selben Jahr war er Gastprofessor an der Technischen Universität Berlin.
Seit September 2004 lehrt Tutschku als Professor für Komposition an der Harvard-Universität und ist dort Leiter des Studios für Elektroakustische Musik. Des Weiteren lehrt er u. a. in Buenos Aires, Santiago de Chile, Singapur, Budapest, Darmstadt, Florenz, Köln, Mailand und Rom.

## Preise und Auszeichnungen
Hans Tutschku wurde mit zahlreichen Preisen ausgezeichnet, darunter mit einem Preis des Festivals in Bourges, dem CIMESP São Paulo, dem Hanns-Eisler-Preis, dem Prix Ars Electronica und dem Prix Noroit. Im Jahr 2005 gewann er den Weimar-Preis.

## Technische Details und Kompositionsgrundlagen
Hans Tutschku verwendet bei seinen Elektroakustischen Kompositionen zahlreiche Aufnahmen realer Klänge, die er ggf. mit synthetischen Klängen vermischt und dann transformiert und bearbeitet. Der Komponist trägt dazu immer ein Stereoaufnahmegerät bei sich. So kommt es dazu, dass in seinen Werken eine Vielzahl von Klängen aus verschiedenen Regionen und Kulturen der Erde vermischt werden und die Grundlage zur elektronischen Modulation bilden. So wurden zum Beispiel für das Stück Klaviersammlung aus dem Jahr 2011 nur von ihm aufgenommene Klänge aus dem Instrumentenmuseum des musikwissenschaftlichen Instituts an der Universität zu Köln verwendet.
Zur Aufführung Elektroakustischer Musik hat Hans Tutschku das als Hydra bezeichnete Lautsprecherorchester entwickelt. Es besteht aus 32 Lautsprechern, die in unterschiedlichen Konfigurationen im jeweiligen Konzertsaal aufgestellt werden können.

## Werke
- 2014 – Issho ni – Elektroakustische Komposition, 8 Kanäle
- 2014 – interlaced 1 – für Bassklarinette und Elektronik
- 2014 – Still Air 3 – für Oboe, Bassklarinette und Elektronik
- 2014 – Still Air 2 – für Oboe und Elektronik
- 2014 – collaboration – Interaktive Klang-Skulptur
- 2014 – THE OTHER SIDE – Foto Installation
- 2013 – Still Air 1 – für Bassklarinette und Elektronik
- 2013 – under – für neun Instrumente und Elektronik
- 2012 – one minute for John Cage – für Ensemble
- 2012 – unreal memories – Klanginstallation für das Carpenter Center, Cambridge MA, USA
- 2012 – hommage à Schwitters – Interaktive Klang-Skulptur
- 2012 – clin d'oreille d'Avignon – Elektroakustische Komposition, 8 Kanäle
- 2012 – entwurzelt – für sechs Sänger und Elektronik
- 2011 – Klaviersammlung – Elektroakustische Komposition, 16 Kanäle
- 2011 – Behind the light – für Streichquartett und live-Elektronik
- 2010 – Irrgärten – für zwei Klaviere und live-Elektronik
- 2010 – agitated slowness – Elektroakustische Komposition, 24 Kanäle
- 2010 – Firmament-schlaflos – Elektroakustische Komposition, 16 Kanäle
- 2009 – fragile connections – für Violine, Horn und Klavier
- 2009 – Together – Musik für eine Choreographie von Larissa Douglas Koch
- 2009 – Ailleurs-Intérieur – Klanginstallation
- 2009 – Polyvision – für Ausdruckstanz, Video und Ensemble
- 2008 – Zwei Räume – Elektroakustische Komposition, 24 Kanäle
- 2008 – Monochord – Elektroakustische Komposition, Stereo
- 2007 – pour B – Elektroakustische Komposition, Stereo
- 2007 – Distance liquide – Elektroakustische Komposition, 8 Kanäle
- 2007 – TELL ME! … a secret … – Interaktive Klang- und Videoinstallation, Carpenter Center, Cambridge
- 2007 – Einst mit dir – für Sopran, Klarinette, Violine und live-Elektronik
- 2007 – Dialog für zwei Instrumentalgruppen – Improvisationskonzept für zwei Ensembles
- 2007 – Zellen-Linien – für Klavier und live-Elektronik
- 2007 – Shore – für Oboe und live-Elektronik
- 2006 – Winternacht – für Klavier, Schlagzeug und live-Elektronik
- 2006 – Salut du Mexique – Elektroakustische Komposition, Stereo
- 2005 – Die Süsse unserer traurigen Kindheit – Musiktheater nach Gedichten und Briefen von Georg Trakl, Neues Musiktheater, Staatsoper Stuttgart
- 2004 – Cinq espaces du crépuscule – für Orgel und live-Elektronik
- 2004 – Similis – Elektroakustische Komposition, 8 Kanäle
- 2004 – Rituale – Elektroakustische Komposition, wave field synthesis
- 2004 – object-obstacle – Elektroakustische Komposition, 8 Kanäle
- 2004 – Rojo – Elektroakustische Komposition, 8 Kanäle
- 2004 – Der unsichtbare Hörturm – open air Klanginstallation, Radcliffe Quadrangle, Cambridge
- 2003 – Klang der Stille – Klanginstallation, Russischer Ehrenfriedhof Weimar
- 2003 – Die Kirche als Klangskulptur – Klanginstallation, Friedenskirche Jena
- 2003 – Stimmen_Zeichen – Klanginstallation, Pragsattel Stuttgart
- 2002 – Trois structures – für Baschet Resonatoren und live-Elektronik
- 2002 – Cito – für Horn, Klavier und live-Elektronik
- 2002 – La joie ivre – Elektroakustische Komposition, Stereo
- 2002 – Vibrations décomposées – Elektroakustische Komposition, 4 Kanäle
- 2001 – Migration pétrée – Elektroakustische Komposition, 8 Kanäle
- 2001 – Der unsichtbare Hörturm – open air Klanginstallation, Schloß Montbéliard
- 2000 – SprachSchlag – für Schlagzeug und live-Elektronik
- 2000 – memory_fragmentation – Elektroakustische Komposition, 8 Kanäle
- 2000 – Epexergasia_Neun Bilder – Elektroakustische Komposition, 4 Kanäle
- 2000 – résorption_coupure – Elektroakustische Komposition, 4 Kanäle
- 2000 – KlangSpirale – Klanginstallation – 16 Kanäle
- 1999 – Das Bleierne Klavier – für Klavier und live-Elektronik
- 1999 – Eikasia – Elektroakustische Komposition, 8 Kanäle
- 1999 – human-space-factory – Elektroakustische Komposition, 8 Kanäle
- 1999 – Klangschmelze – Klanginstallation, Eishöhle Dachstein
- 1999 – Glockenklangfeld – Klanginstallation, Marktplatz Apolda
- 1999 – Die Kirche als Klangskulptur – Klanginstallation in 5 Europäischen Ländern
- 1999 – NochDreiSekundenSchwarz - Video in Zusammenarbeit mit Kerstin Wagener, ZKM Karlsruhe
- 1999 – Klangwald_Lichtgestein – multimediale open-air Aufführung, Ratssteinbruch Ilmenau
- 1998 – Départs – für Sopran, Schlagzeug, 10 Instrumente und Tonband
- 1998 – Extrémités lointaines – Elektroakustische Komposition, 8 Kanäle
- 1998 – Lissabon Projekt – Musik für das Ballett "Lissabon-Projekt", Choreographie Joachim Schlömer (Theater Basel), Gemeinschaftskomposition mit Michael von Hintzenstern
- 1998 – Klanghochspannung – Klanginstallation – 12 Kanäle
- 1997 – Verdichtung – für zwei Chöre und Tonband
- 1997 – Klanglabyrinth – Klanginstallation – 42 Kanäle, Parkhöhle Weimar
- 1997 – Der unsichtbare Hörturm – open air Klanginstallation, Schloßturm Weimar
- 1996 – rapprochement_éloignement – für Mezzosopran, Flöte, Viola und Harfe
- 1996 – Drei Traumgesichter – für English Horn und Tonband
- 1996 – …erinnerung… – Elektroakustische Komposition, 4 Kanäle
- 1996 – Les Invisibles – Elektroakustische Komposition, 8 Kanäle
- 1996 – Der unsichtbare Hörturm – open air Klanginstallation, Universitätsturm Jena
- 1996 – Klangbrücke – Klanginstallation – 4 Kanäle
- 1996 – Flammenklang – multimediale open air Aufführung für Ensemble, Tänzer, Chor, Tonband und 16 Flammenwerfer
- 1996 – Geschenk am Fuß – multimediale open air Aufführung für Ensemble, Tänzer, Bildprojektion und 16-kanalige Raumklangsteuerung
- 1995 – Freibrief für einen Traum – für Sopran, Flöte, Cello, Schlagzeug und Tonband
- 1995 – Über unsere Gräber – für Flöte, Schlagzeug und Tonband
- 1995 – Sieben Stufen – Elektroakustische Komposition, 4 Kanäle
- 1995 – Hochland oder der Nachhall der Steine – Musik für das Ballett "Hochland oder der Nachhall der Steine", Choreographie Joachim Schlömer (Deutsches Nationaltheater Weimar), Gemeinschaftskomposition mit Michael von Hintzenstern
- 1994 – Spiegelbilder – Improvisationskonzept für Ensemble
- 1994 – Nachts – für Bassklarinette, Cello, Schlagzeug und Tonband
- 1994 – Flying Flute – Elektroakustische Komposition, Stereo
- 1994 – Sound Scapes – Ausstellung zum Hören, Schwarzer Bär Weimar
- 1993 – Zu Abend mein Herz – für Posaune, Schlagzeug und Tonband
- 1993 – Unbekannte Galaxien – multimediale Komposition für ein Planetarium
- 1993 – Ausbruch der Klänge – Lava Arena Mexiko-Stadt
- 1992 – The Metal Voice – für Schlagzeug und Tonband
- 1991 – Die zerschlagene Stimme – Elektroakustische Komposition, 4 Kanäle
- 1991 – Musik für den Film "Brüder und Schwestern" von Pavel Schnabel
- 1991 – Imaginäre Räume 1 – multimediale Komposition für Bildprojektion und Ensemble
- 1990 – Sein wirkliches Herz – Elektroakustische Komposition, Stereo
- 1990 – Schauspielmusik für "Sonja und Leo Tolstoi" von Luise Rinser, Deutsches Nationaltheater Weimar
- 1989 – Übergänge – Elektroakustische Komposition, Stereo
- 1989 – Schauspielmusik für "Ein Stall voller Schweine" von Athol Fugard, Schicht-Theater Dresden
- 1989 – Musik für den Film "Wind sei stark" von Jochen Kraußer
- 1989 – Klang_Farbe_Bewegung – multimediale Komposition für Bildprojektion, Tanz und Ensemble
- 1988 – Hommage à Laszlo Moholy Nagy – Elektroakustische Komposition, Stereo
- 1988 – Vom Klang der Sterne – multimediale Komposition für ein Planetarium
- 1987 – Durchdringung – Elektroakustische Komposition, Stereo
- 1987 – Abstrakte Diaphonie – multimediale Komposition für Bildprojektion und Ensemble

## Diskographie
- CIMESP 14th international Electroacoustic Music Contest of São Paulo
- Musik in Deutschland 1950–2000, Deutscher Musikrat
- Migration – Arizona University Recordings LLC, AUR CD 3134 2007
- "Für Kommende Zeiten" – Ensemble für Intuitive Musik Weimar plays Karlheinz Stockhausen
- DVD – 50 Jahre TU Studio Berlin
- Ensemble für Intuitive Musik Weimar: Klang-Reise – Live-Mitschnitte aus den Jahren 1996 bis 2003. Mit Hans Tutschku als Ensemble-Mitglied (Live-Elektronik). Weimar 2004, CD-Nr. 040901
- Computer Music Journal - Volume 27, 2003
- 15. + 16. Dresdner Tage Zeitgenössischer Musik
- Compendium International – IMEB Bourges 2000
- Presence II – Productions électro Productions (PeP) 2000
- MOMENT – empreintes DIGITALes 2000
- eXcitations – empreintes DIGITALes 2000
- Prix Ars Electronica Linz – 1998
- Ausbruch Aufbruch – DegeM-CD04 1998
- Prix International Noroit – Léonce Petitot 1998
- electroNIquE, CD zur Eröffnung des elektronischen Studios an der Universität Singapur
- CIMESP São Paulo – 1995
- Ausbruch der Klänge – Ensemble für Intuitive Musik Weimar in Mexico City 1994
- Stimmen…Klänge – DegeM-CD01 1994